# تشرفيا
تشرفيا (بالإيطالية: Cervia)‏ هي بلدية في مقاطعة رافينا في إقليم إميليا رومانيا الإيطالي.

## السكان
في سنة 1861 بلغ عدد السكان 5٬715 نسمة، وتطور العدد ليصل في سنة 2011 لـ 28٬896 نسمة.
يظهر هذا المخطط البياني تطور النمو السكاني لـ تشرفيا

## معرض صور

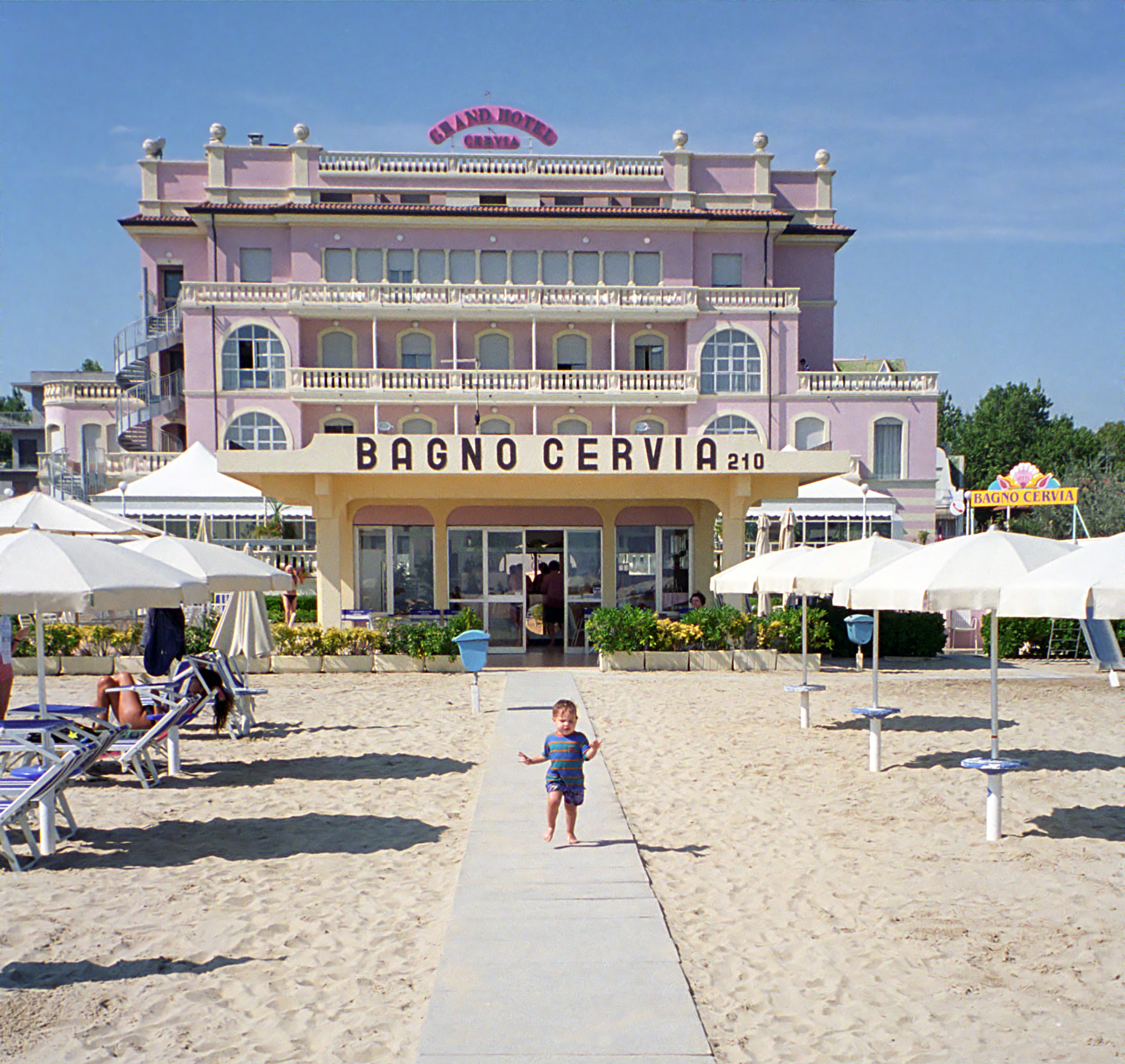
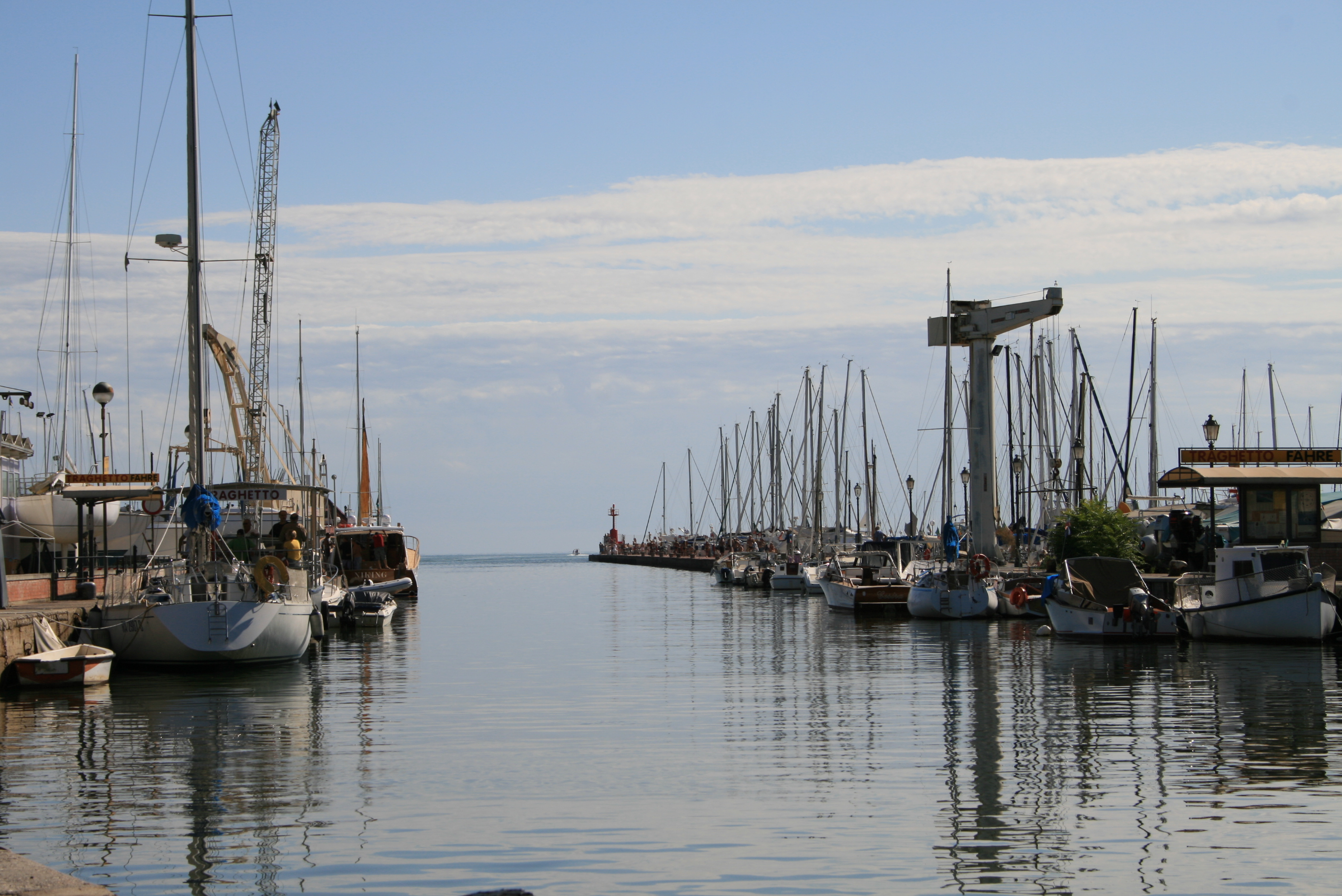
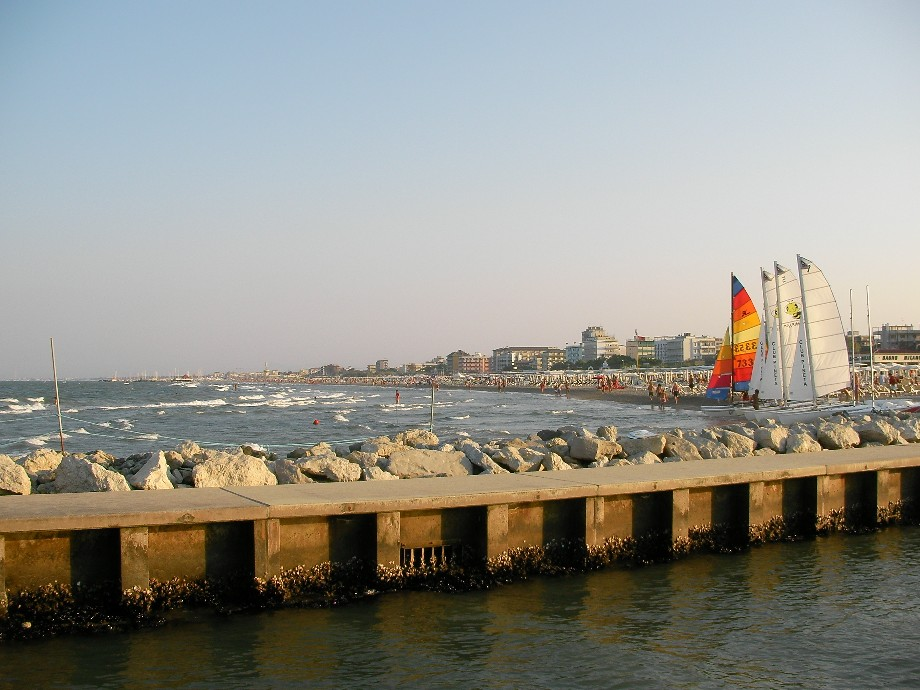
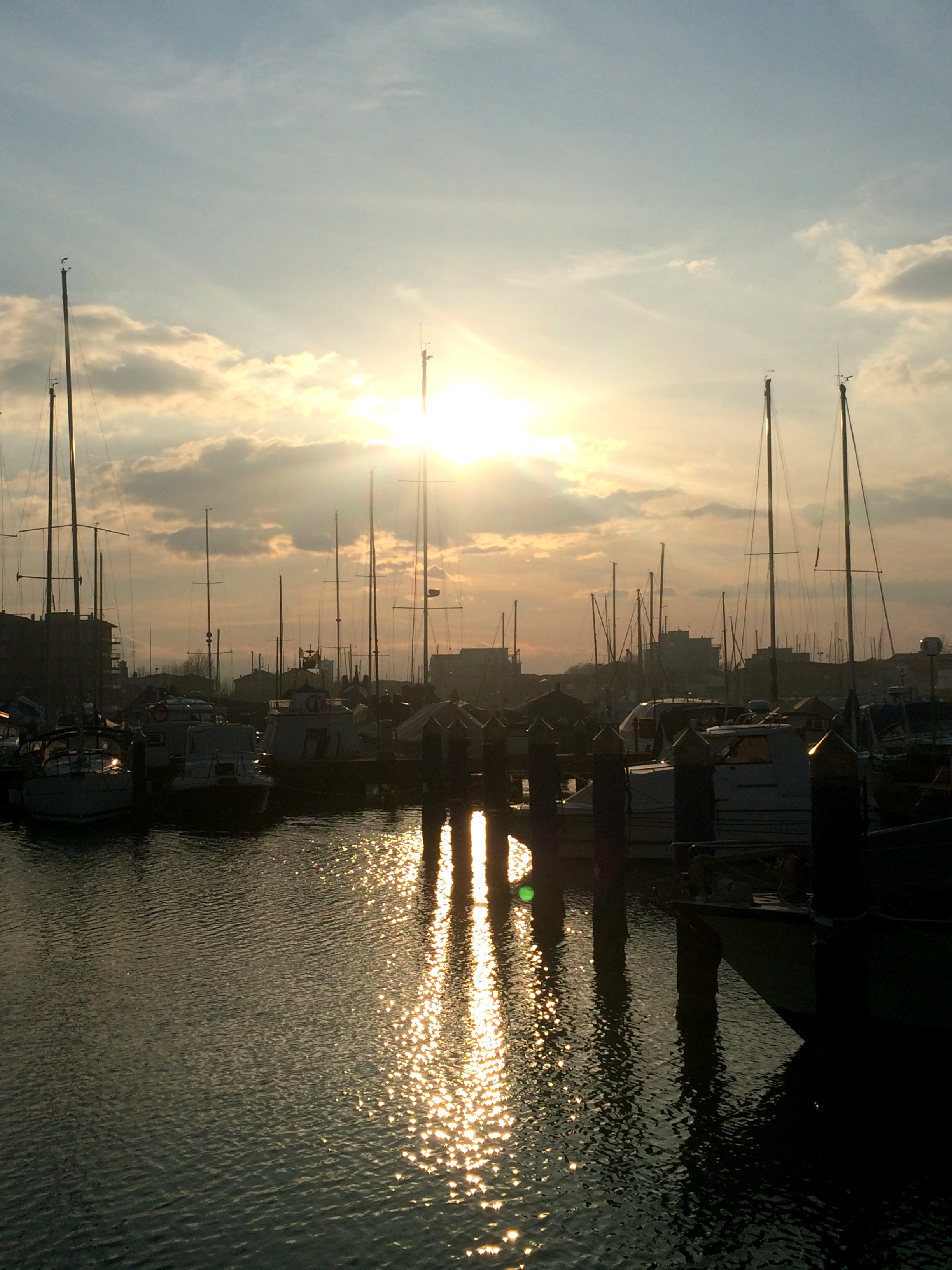
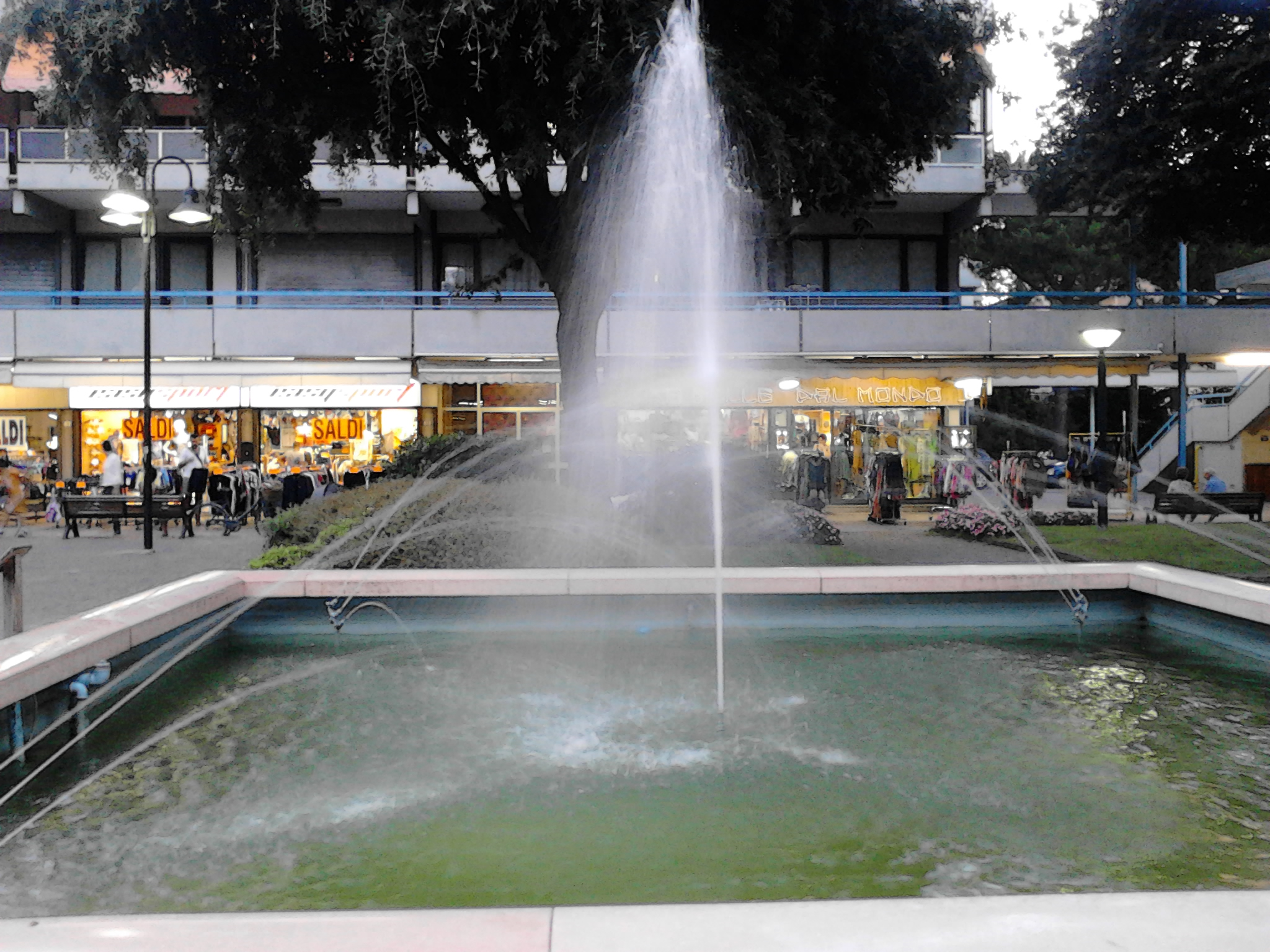

## توأمة
لتشرفيا اتفاقيات توأمة مع كل من:
- آلن
- بلونو
- ماهون
- جيلينيا جورا

## أعلام
- أليساندرو بيانكي
- برونو كازانوفا